# 八木孝子
八木 孝子（やぎ たかこ、1948年 - 
）は、日本の女優。
東京都出身。

## 来歴・人物
1966年、東宝現代劇に入団。東宝現代劇では端役が多かったため、1969年に新国劇に移籍する。
特技は、日舞。

## 出演作品

### テレビドラマ
- アーラわが君
- 赤帽かあちゃん（照子）
- いただき勘兵衛 旅を行く
- 右門捕物帖
- 江戸を斬る
  - 江戸を斬るII（お袖）
  - 江戸を斬るIII（琴路）
- 江戸を斬る 梓右近隠密帳（志乃）
- 大江戸捜査網 第1シリーズ
- 大江戸捜査網 第3シリーズ
  - 第76話「過去の恐怖を追え!」 - おさき
  - 第287話「大奥の紅い陰謀」 - 玉尾
- 大岡越前 第5部（小梅）
- 大奥の女たち（お孝）
- お耳役秘帳（小花）
- 父子鷹
- 帰ってきたウルトラマン 第50話「地獄からの誘い」（1972年） - 小泉チドリ
- 影同心
- 車椅子の女
- 黒帯風雲録 柔
- 刑事くん 第4部
- けんか安兵衛
- 剣と風と子守唄（おすん）
- 荒野の素浪人
- ご存じ金さん捕物帳
- ご存知遠山の金さん
- 地獄の辰捕物控（お峯）
- 十手無用 九丁堀事件帖
- 次郎長三国志
- 新五捕物帳 第32話「さむらい無情」（1978年7月11日） - お品・お時（姉妹2役）
- 銭形平次
- 助け人走る 第29話「地獄大搾取」（1974年、ABC / 松竹） - ふさ
- 達磨大助事件帳
- 遠山の金さん 第43話「江戸と浪花の風来坊」(1976年、NET) -  お春
- 遠山の金さん捕物帳（木村八重、おまき）
- 徳川おんな絵巻（鶴瀬）
- 徳川の夫人たち（松岡）
- 特捜最前線 第94話「恐怖のテレホン・セックス魔！」（1979年1月17日）
- 日本名作怪談劇場 第3話「四谷怪談」（1979年、東京12ch）- お岩
- 人形佐七捕物帳
- 忍法かげろう斬り
- 眠狂四郎
- 隼人が来る
- 半七捕物帳（おふじ）
- 必殺シリーズ（ABC / 松竹）
  - 必殺仕掛人 第17話「花の吉原 地獄の手形」（1972年） - 玉菊
  - 暗闇仕留人 第7話「喰うて候」（1974年、ABC / 松竹） - おなつ
  - 必殺仕業人 第7話 「あんたこの仇討どう思う」（1976年）- おはま
  - 新・必殺仕置人
    - 第16話「逆怨無用」（1977年） - おりん
    - 第40話「愛情無用」（1977年） - お徳

  - 江戸プロフェッショナル・必殺商売人 （1979年） - 花竜
  - 翔べ! 必殺うらごろし 第12話「木が人を引き寄せて昔を語る」（1979年） - 波乃
  - 必殺仕事人 第11話「極悪人ほどよく眠れるか?」（1979年） - およね
- ぶらり信兵衛 道場破り
- 水戸黄門（TBS / C.A.L）
  - 第5部 第7話「盗まれた路用金 -富山-」（1974年5月13日） - たけ
  - 第10部 第15話「京の都の鬼退治 -京-」（1979年11月19日） - 貞子
- 名探偵雅楽登場!「お染め宙吊り殺人事件」（1980年1月5日）
- 桃太郎侍（お栄、小ゆき ほか）
  - 第93話「絵馬堂の家出軍団」（1978年7月23日）（お里）
  - 第122話「奉公人はつらいよ」（1979年2月18日）（楓）
- 弥次喜多隠密道中（早苗）
- 柳生一族の陰謀（お勢以の方）
- 柳生十兵衛
- 破れ傘刀舟悪人狩り（お葉 ほか）
- 夜明けの刑事
- 吉宗評判記 暴れん坊将軍（とよ、美津）

### 映画
- 暁の挑戦（1971年） - 千代春
- まむしの兄弟 傷害恐喝十八犯（1972年） - 文麗
- 樺太1945年夏 氷雪の門（1974年） - 堀江正子
- 玉割り人ゆき（1975年） - 小園
- 暴動島根刑務所（1975年） - 三宅茂子
- 徳川女刑罰絵巻 牛裂きの刑（1976年） - おたみ
- やくざの墓場 くちなしの花（1976年） - 荒井初江

### 舞台
- 大菩薩峠（1969年）
- 八州遊侠伝（1969年）
- 宮本武蔵（1971年、新橋演舞場[1]）
- 反逆児 （1973年）
- 西鶴一代女（1977年）
- 女徳（1977年）
- 伊達政宗